# 20.ª División (Ejército Imperial Japonés)
La 20ª División (第 20 師 師 Dai-nijū Shidan) fue una división de infantería del Ejército Imperial Japonés. Su nombre en clave tsūshōgōcode, era el de División de la Mañana (団 兵 Asa Heidan). La 20.ª División y la 19.ª División se crearon como una fuerza de guarnición para Corea. Después de la victoria de Japón en la guerra ruso-japonesa de 1904-1905, y su posterior ocupación, y luego la anexión de Corea en 1910, se sintió la necesidad de una fuerza de guarnición dedicada, formada por personas con conocimiento del terreno. La 20.ª División estaba estacionada en el centro de Corea, en lo que hoy es el distrito de Yongsan, Seúl. La división recibió sus colores el 24 de diciembre de 1915; sin embargo, no se consideró lista para el combate hasta 1918, y las oficinas centrales se localizaron con la división solo desde el 1 de abril de 1919. La demora se debió a los fondos limitados disponibles para que la división construyera sus instalaciones en Corea y la necesidad para reclutar y entrenar personal desde Japón. El primer comandante fue el Teniente General Tachibana Koichirō.

## Acción
Después del incidente de Mukden el 18 de septiembre de 1931, la 39.ª brigada de la 20.ª División fue destacada, reforzada por el 29º Regimiento de Infantería y estacionada en la península de Liaodong, en Jinzhou. En diciembre de 1931, el resto de la división se mudó a Jinzhou. Toda la 20.ª División se retiró en abril de 1932. Sin embargo, tras el incidente del Puente Marco Polo del 11 de julio de 1937, la división fue nuevamente enviada al teatro de operaciones del norte de China bajo el mando de Teniente General Bunzaburō Kawagishi, como parte del primer ejército. La división participó en la Operación Ferroviaria Beiping-Hankou y la Batalla de Taiyuan, pero regresó a su base en Keijo sin haber visto un combate significativo y permaneció como reserva y fuerza de guarnición en Corea durante el resto de la segunda guerra sino-japonesa, principalmente destinada a contrarrestar una operación soviética. El 1 de julio de 1940, el regimiento de reconocimiento reemplazó al regimiento de caballería, que fue separado en 1942. También el 16 de julio de 1941, el 77.º regimiento de infantería fue separado y transferido a la recién creada 30ª división, convirtiendo así la 20.ª División al formato de división triangular. En 1942, la división fue enviada al sur de Manchukuo, y su regimiento de artillería de campaña fue cambiado a un regimiento de artillería de montaña.
Desde octubre de 1943, la 20.ª División de Infantería, bajo el mando del Teniente General Shigemasa Aoki, fue transferida al 18.º Ejército en Nueva Guinea. Aoki murió de malaria en julio de 1943, y fue reemplazado por el Teniente General Shigeru Katagiri, quien estableció su cuartel general cerca de Gali, y marchó con sus tropas 200 millas (320 km) para reforzar Finschhafen después del aterrizaje australiano en Lae y el aterrizaje en Nadzab el 4 de septiembre de 1943. Katagiri fue el principal comandante japonés en la batalla de Finschhafen entre septiembre y octubre de 1943, en la campaña de la península Huon. Reunió sus fuerzas en Sattelberg pero se vio obligado a retirarse después de ser derrotado durante la batalla de Sattelberg el 25 de octubre de 1943.
Durante la Batalla de Hollandia a fines de abril de 1944, Shigeru Katagiri murió en combate mientras se dirigía de Madang a Wewak. Fue reemplazado por el Mayor General Masutaro Nakai, quien fue ascendido al Teniente General en abril de 1945. Las fuerzas sobrevivientes del Destacamento Nakai de la 20.ª División se enfrentaron contra el ejército australiano en la campaña de Finisterre Range y otras operaciones de combate en Nueva Guinea hasta el fin de la guerra. De los aproximadamente 25 000 hombres en la División, solo 1711 sobrevivieron a la guerra. Murieron más hombres en Nueva Guinea por malaria y malnutrición que por el combate con estadounidenses o australianos.

## Véase también

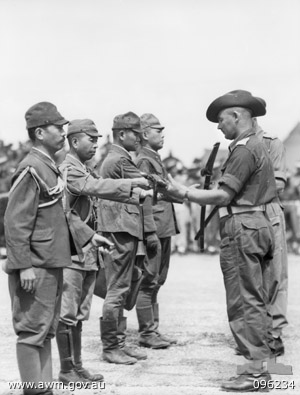
Rendición japonesa en Nueva Guinea